# (21066) 1991 NG5
(21066) 1991 NG5 là một tiểu hành tinh vành đai chính. Nó được phát hiện bởi Henri Debehogne ở Đài thiên văn La Silla ở Chile ngày 10 tháng 7 năm 1991.